# ソカスティ (サウスカロライナ州)
ソカスティ（英: Socastee) は、アメリカ合衆国サウスカロライナ州東端のオリー郡に位置する国勢調査指定地域 (CDP) である。2010年の国勢調査での人口は19,952 人だった。

## 歴史
ソカスティはインディアンの言葉「ソーカスティ」から名付けられており、土地は1711年にパーシバル・ポーリーに払い下げられたものだった。アメリカ独立戦争中の1781年、アメリカ軍とイギリス軍の小部隊同士の間に小競り合いがあった。1870年代までに、ソカスティの町はテレピン油やタールなど海軍用物資の生産と輸送で重要な中心地となっていた。この地域には製材所、テレピン油蒸留所、コットン・ジン、製粉所、桶屋、雑貨店があった。2002年、ソカスティ歴史地区がアメリカ合衆国国家歴史登録財に指定された。

## 地理
ソカスティは北緯33度41分 西経79度0分 / 北緯33.683度 西経79.000度 (33.686 -78.993)に位置している。
アメリカ合衆国国勢調査局に拠れば、CDP全面積は13.9平方マイル (36.0 km2)であり、このうち陸地13.4平方マイル (34.6 km2)、水域は0.5平方マイル (1.4 km2)で水域率は3.81%である。

## 人口動態
以下は2000年の国勢調査による人口統計データである。
| 基礎データ - 人口: 14,295 人 - 世帯数: 5,593 世帯 - 家族数: 3,820 家族 - 人口密度: 412.8人/km2（1,069.1 人/mi2） - 住居数: 6,356 軒 - 住居密度: 183.6軒/km2（475.4 軒/mi2） 人種別人口構成 - 白人: 86.81% - アフリカン・アメリカン: 7.01% - ネイティブ・アメリカン: 0.35% - アジア人: 2.10% - 太平洋諸島系: 0.13% - その他の人種: 2.01% - 混血: 1.59% - ヒスパニック・ラテン系: 4.66% | 年齢別人口構成 - 18歳未満: 24.3% - 18-24歳: 9.7% - 25-44歳: 34.9% - 45-64歳: 22.7% - 65歳以上: 8.4% - 年齢の中央値: 34歳 - 性比（女性100人あたり男性の人口） - 総人口: 102.0 - 18歳以上: 101.4 世帯と家族（対世帯数） - 18歳未満の子供がいる: 33.1% - 結婚・同居している夫婦: 52.4% - 未婚・離婚・死別女性が世帯主: 11.3% - 非家族世帯: 31.7% - 単身世帯: 22.7% - 65歳以上の老人1人暮らし: 4.6% - 平均構成人数 - 世帯: 2.54人 - 家族: 2.97人 | 収入と家計 - 収入の中央値 - 世帯: 40,436米ドル - 家族: 45,994米ドル - 性別 - 男性: 28,845米ドル - 女性: 21,782米ドル - 人口1人あたり収入: 18,069米ドル - 貧困線以下 - 対人口: 9.3% - 対家族数: 5.6% - 18歳未満: 13.7% - 65歳以上: 7.8% |